# Lissochlora hena
Lissochlora hena är en fjärilsart som beskrevs av Paul Dognin 1898. Lissochlora hena ingår i släktet Lissochlora och familjen mätare. Inga underarter finns listade i Catalogue of Life.